# Штайнбах-ам-Глан
Штайнбах-ам-Глан (нім. Steinbach am Glan) — громада в Німеччині, розташована в землі Рейнланд-Пфальц. Входить до складу району Кузель. Складова частина об'єднання громад Глан-Мюнхвайлер.
Площа — 6,86 км2. Населення становить 865 ос. (станом на 31 грудня 2020).